# Cali Agents

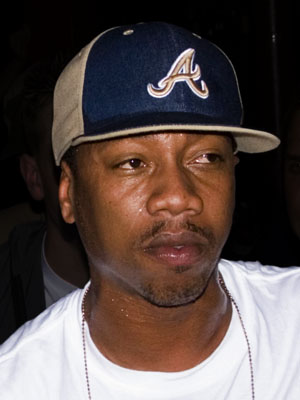
Planet Asia ist ein Mitglied der Cali Agents

Cali Agents sind ein Rap-Duo aus Kalifornien, USA, bestehend aus Rasco und Planet Asia.
Das Duo spielt seit der Jahrtausendwende eine Rolle im Hip-Hop Kaliforniens, immer etwas im Underground.
In den 2000er Jahren absolvierte es regelmäßig Tourneen, sowohl in den USA, als auch in Europa. So zum Beispiel 2006 beim Hip-Hop Kemp in Tschechien.
Im Jahre 2001 gewannen die Cali Agents für ihr erstes Album How the West Was One den Preis First Round Draft Pick and Independent Album of the Year des führenden US-amerikanischen Hip-Hop-Magazins The Source. Das brachte ihnen einen Vertrag mit dem renommierten Label Interscope Records ein. Da Interscope jedoch auch 50 Cent und Eminem unter Vertrag hatte, und sich wenig um die Neulinge kümmerte, verließen die Cali Agents im Jahr 2003 dieses große Label wieder, ohne ein Album herausgebracht zu haben.

## Alben
- 2000: How the West was One (Ground Control)
- 2004: Head of the State (Pockets Linted/Groove Attack)
- 2006: Fire & Ice (Pockets Linted/Groove Attack)
- 2010: Close To Cash PT. 1 (Iller Clothing Entertainment)